# Spore : Aventures galactiques
Spore : Aventures galactiques (Spore: Galactic Adventures) est la première extension du jeu vidéo Spore. Elle est développée par Maxis et édité par Electronic Arts et est sortie en 2009 sur Windows et Mac OS.

## Système de jeu
Cet add-on de Spore ajoute du contenu durant la phase Espace. Il permet aux joueurs de créer un capitaine galactique et réaliser des aventures (des missions sélectionnées aléatoirement parmi les aventures existantes ou celles créées par la communauté de joueurs). Ces aventures permettent d'obtenir de l'expérience afin de faire évoluer son capitaine et obtenir des objets (armes et équipements utilisables lors des aventures ou durant la phase Espace), apportant ainsi une dimension RPG au jeu originel.
Mode aventure : En dehors d'une partie classique (et de la phase Espace) il est possible de faire des aventures grâce au Mode Aventure, et améliorer ainsi le capitaine galactique de son choix.
Editeur d'aventures : Spore : Aventures galactiques contient également un éditeur d'aventures qui permet de créer la mission de son choix à l'aide de toutes les créations disponibles (y compris les créatures, bâtiments et véhicules conçus par le joueur et la communauté Spore).

## Accueil
- IGN : 7,7/10[1]
- GameSpot : 8/10[2]
- Jeuxvideo.com : 13/20[3]